# Candás
Candás är en ort i Spanien.   Den ligger i provinsen Province of Asturias och regionen Asturien, i den norra delen av landet, 400 km norr om huvudstaden Madrid. Candás ligger 35 meter över havet och antalet invånare är 7 371.
Terrängen runt Candás är huvudsakligen platt, men söderut är den kuperad. Havet är nära Candás åt nordost. Runt Candás är det tätbefolkat, med 459 invånare per kvadratkilometer. Närmaste större samhälle är Gijón, 10,4 km sydost om Candás. Omgivningarna runt Candás är en mosaik av jordbruksmark och naturlig växtlighet.